# Julius Stern
Julius Stern (22 de março de 1886 — Abril de 1977) foi um produtor de cinema norte-americano. Ele produziu 541 filmes entre 1917 e 1929. Ele foi cofundador da Universal Studios.
Nasceu em Fulda, Alemanha e morreu em Condado de Los Angeles, Califórnia, Estados Unidos. Ele era o irmão do produtor Abe Stern e o cunhado de Carl Laemmle, cofundador da Universal Studios.

## Filmografia selecionada
- Laughing Gas (1920)
- Hearts in Hock (1919)
- Lions and Ladies (1919)
- The Freckled Fish (1919)
- Hop, the Bellhop (1919)
- The King of the Kitchen (1918)
- Painless Love (1918)
- Hello Trouble (1918)
- Business Before Honesty (1918)
- Whose Zoo? (1918)